# ウシ胎児血清
ウシ胎児血清（ウシたいじけっせい、英: fetal bovine serum、FBS）はウシの胎児の血液から調製された血清である。Fetal calf serum （FCS）とも呼ばれている。ウシ胎仔血清、ウシ胎子血清とも表記される。ウシ胎児血清には細胞増殖阻害作用を有するγ-グロブリンがほとんど含まれないため、細胞培養の多くで利用される。以前は、このFBSが存在していない培地では細胞が成長しなかったが、現在研究が進み、FBSの代替品が作成されている。BSE問題で価格が高騰していたが現在は落ち着いている。
様々な成長因子やホルモンが含まれるが、ロット間によってばらつきがあるため活性炭処理（英: activate charcoal）を施し、これらを抜いたものも発売されている。